# Die fidele Herrenpartie
Die fidele Herrenpartie ist eine deutsche Stummfilmkomödie aus dem Jahre 1929 von Rudolf Walther-Fein mit einem Schauspielensemble, angeführt von Hermann Picha.

## Handlung
Der schon etwas in die Jahre gekommene Peter Fistelhahn, seines Zeichens Inhaber eines Schönheitssalons, nimmt mit seinen Kumpels an einer so genannten Herrenpartie teil, bei der es laut, feuchtfröhlich und ausgesprochen munter zugeht. Alle Teilnehmer, vor allem aber Fistelhahn, der auf der Herrenpartie endlich einmal das große Wort schwingen darf, ohne, wie daheim üblich, heruntergeputzt zu werden, sind froh, für einen Tag ihrem „Hausdrachen“, der ihn kujonierenden Ehefrau entkommen zu können. Hier darf der schmächtige, daheim zumeist unter dem Pantoffel der drallen Gattin stehende Spießer selbst einmal den Despoten herauskehren und sich auch gern einmal lächerlich machen, etwa wenn Fistelhahn in einem geblümten Höschen eine Ballettratte gibt oder Kumpel Fritz Köster sich als Josephine Baker versucht!
Auf der nächtlichen Heimfahrt endet für den kleinen, drahtigen Kerl die fidele Herrenpartie der kleinen Fluchten jedoch ziemlich schmerzhaft, denn Peter Fistelhahn fällt aus dem Wagen. Er rappelt sich jedoch wieder auf und torkelt vor sich hin, bis er endlich auf ein Nachtlokal stößt. Peter tritt ein und gerät prompt in eine handfeste Schlägerei, die dem Alten eine deutlich sichtbare Beule einbringt. Zu allem Überfluss beschuldigt man ihn, einem Schutzpolizisten mit einer Sektflasche eins übergebraten zu haben, so dass der Staatsdiener ins Krankenhaus eingeliefert werden musste. Nun ist Fistelhahn auf der Flucht, obwohl er sich keiner Schuld bewusst ist. Nach einer langen Nacht kommt er schließlich daheim an. Hier hat sich in der Zwischenzeit längst seine Unschuld herausgestellt.

## Produktionsnotizen
Gedreht von Juni bis Juli 1929 im Atelier von Berlin-Staaken und in der Berliner Umgebung (Pichelsdorf, Wannsee und an der Havel) passierte Die fidele Herrenpartie die Zensur am 26. September desselben Jahres und wurde am 1. Oktober 1929 in Berlins Primus-Palast uraufgeführt. Die Länge des für die Jugend freigestellten Achtakters betrug 2477 Meter. 
Die Produktionsleitung hatte Rudolf Walther-Fein, die Aufnahmeleitung Walter Tost.
Die Filmbauten gestalteten Botho Höfer und Hans Minzloff.

## Kritiken
Trotz der Schlichtheit dieser Geschichte fielen die Kritiken zu diesem Film mit ihrer ausgeprägten Typenkomik ausgesprochen freundlich aus. Nachfolgend drei Beispiele:
Lucy von Jacobi fand in Tempo Gefallen an dem Lustspiel: “Ein grunewald-bodenständiger Film, mit Flottheit und Humor gedreht, ein lustigbeschwingtes Drehbuch von Franz Rauch. ... Dieses typische Berliner Kleinmilieu ist glänzend getroffen. Hermann Picha, Fritz Kampers, Maria Paudler, Truus van Aalten, die Potechina in bester Form.”
Hanns Horkheimer vom Berliner Tageblatt äußerte sich positiv: “Eine derbe Posse rollt ab, die gut ist, weil sie ganz ist, was sie vorgibt zu sein. Die durch Fülle und Laune alle Bedenken übersprudelt, ungehemmt durch Milieu und Charakterdetails, Farce an Farce reihend, virtuos zum glücklichen Ende tollend. (…) Die feinen Seelen im intellektuellen Gehäuse werden dagegen sein, doch der Film ist ja nicht für die wenigen, sondern für die Hunderttausende da draußen.”
Erich Lüth schrieb im Hamburger Anzeiger: “Picha! Prachtvoll diese knickebeinige Karikatur des Pantoffelhelden. Prachtvoll dieser rabiate Umschwung des Feiglings am häuslichen Herd zum bellenden Korporal der Tafelrunde. (…) Wuchtiges Gegenstück zu dem einmal in der Altweiberpelerine fast verschwindenden, trocknen Picha sein voluminöser Hausdrache Lydia Potechina.”